# Amt Südtondern
Amt Südtondern és un amt del districte de Nordfriesland, a Slesvig-Holstein, Alemanya, que comprèn la part continental septentrional del districte. Té una extensió de 594,4 km² i una població de 39.310 habitants (2008). La seu és a Niebüll. El burgmestre és Peter Ewaldsen. Fou creat l'1 de gener de 2008 de la unió dels antics Ämter Bökingharde, Karrharde, Süderlügum i Wiedingharde, i els municipis de Niebüll i Leck.

## Subdivisions
L'Amt Südtondern és format pels municipis:
| 1. Achtrup 2. Aventoft 3. Bosbüll 4. Braderup 5. Bramstedtlund 6. Dagebüll 7. Ellhöft 8. Emmelsbüll-Horsbüll 9. Enge-Sande 10. Friedrich-Wilhelm-Lübke-Koog | 1. Galmsbüll 2. Holm 3. Humptrup 4. Karlum 5. Klanxbüll 6. Klixbüll 7. Ladelund 8. Leck 9. Lexgaard 10. Neukirchen | 1. Niebüll 2. Risum-Lindholm 3. Rodenäs 4. Sprakebüll 5. Stadum 6. Stedesand 7. Süderlügum 8. Tinningstedt 9. Uphusum 10. Westre |